# George Becali

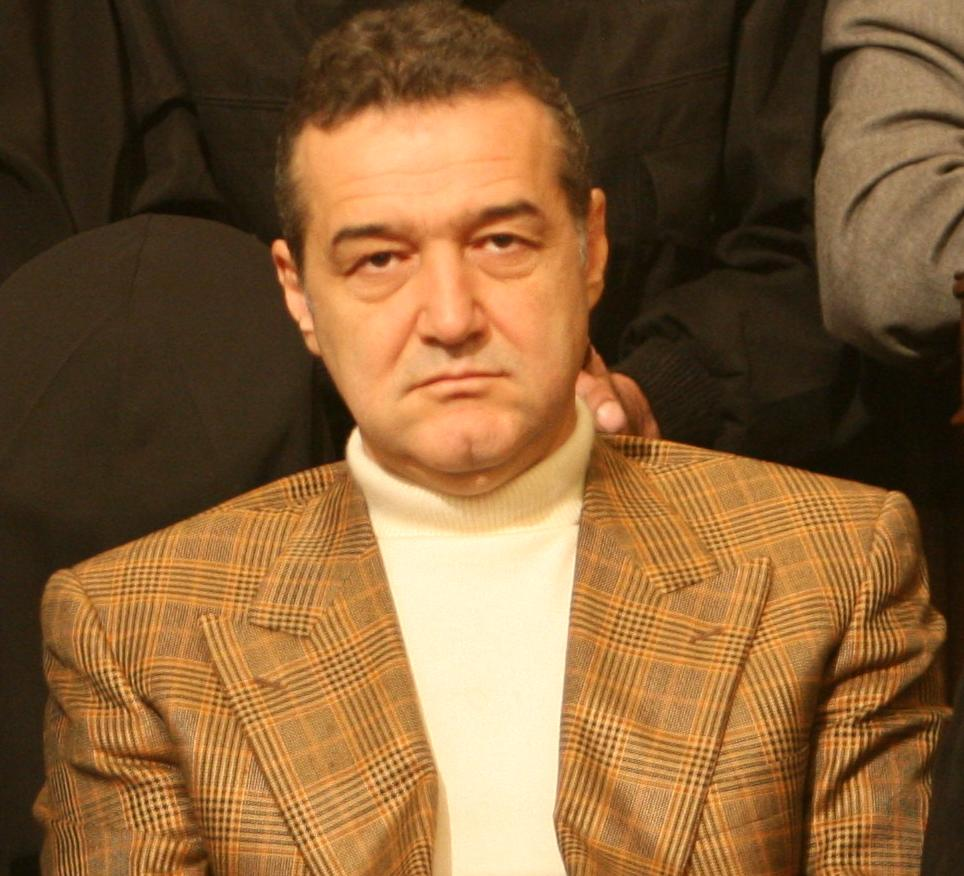
George Becali (2006)

George Becali (ook wel Gigi Becali) (geboren op 25 juni 1958) is een Roemeens politicus en zakenman. In 2004 nam hij deel aan de Roemeense presidentsverkiezingen, als lijsttrekker van de Nieuwe Generatiepartij. Becali is de eigenaar van Steaua Boekarest, waardoor hij ook vaak in het nieuws komt. Hij heeft een geschat vermogen van 3 miljard euro.
Becali komt uit een Aroemeense familie, en werd geboren in het dorpje Zagna, Brăila. Na de revolutie van 1989 kocht Becali een stuk land nabij Boekarest.
Van 2009 tot 2012 was hij lid van het Europees Parlement. Nadien werd hij op 20 mei 2013 werd Becali tot een gevangenisstraf van 3 jaar veroordeeld wegens illegale landhandel in 1999. De Roemeense staat zou hierdoor een schade van $892758 hebben geleden.